# Giżyn (powiat pyrzycki)
Giżyn (niem. Giesenthal, nazwa przejściowa – Maciejowice, Słynów, tłum.dosłowne rozlewisko,zalewisko) – wieś w Polsce położona w województwie zachodniopomorskim, w powiecie pyrzyckim, w gminie Pyrzyce. Do 1945 roku wraz z drugą przyległą miejscowością Raumersaue (Ostrowica), tworzyła gminę wiejską (Die Gemeinde Giesenthal–Raumersaue), podlegającą obwodowi policyjnemu w Turzu (Amtsbezirk Horst), w powiecie pyrzyckim (Kreis Pyritz) rejencja szczecińska (Regierungsbezirk Stettin), prowincji pomorskiej (Provinz Pommern). W latach 1945–1998 miejscowość należała administracyjnie do województwa szczecińskiego.
We wsi znajduje się most z kamienia polnego pochodzący z 1872. Umieszczony jest nad kanałem łączącym jezioro Miedwie z jeziorem Będogoszcz.